# Le spose di Dracula
Le spose di Dracula (The Brides Of Dracula) è un film horror del 1960 diretto da Terence Fisher.
Nonostante il titolo della pellicola presenti il nome di Dracula (che viene inoltre pronunciato numerose volte tra cui nel prologo e una da Van Helsing) il signore dei vampiri non è presente fisicamente perché il film è basato esclusivamente sul capitolo del romanzo in cui vengono introdotte le sue 3 spose le quali fanno da antagoniste principali della pellicola (ci vorranno ben 6 anni prima che Dracula, interpretato nuovamente da Christopher Lee, ricompaia personalmente).

## Trama
Marianne Danielle è una giovane insegnante alle prime armi diretta al collegio femminile di Baldstein. Quando la carrozza che la accompagna fa sosta ad una locanda, riparte improvvisamente senza attendere la ragazza che, non potendo rimanere alla locanda poiché non vi sono stanze, diviene ospite dell'anziana baronessa Meinster. La baronessa le racconta la triste storia di suo figlio, descritto da lei come un uomo pazzo e incurabile. Durante la notte Marianne si reca dì sotto dal giovane barone, di cui si invaghisce, che le racconta la sua versione dei fatti, secondo la quale sua madre si è inventata la storia della sua pazzia, spargendo inoltre la notizia della sua morte, per non rinunciare al suo titolo di baronessa. Lei, credendogli, lo aiuta a fuggire portandogli la chiave della catena che lo imprigiona. Subito dopo, Marianne viene scoperta dalla baronessa, che viene uccisa dal suo stesso figlio. Mentre Marianne fugge in preda al terrore, la serva Greta impazzisce dalla paura decidendo di aiutare i vampiri, di cui il barone Meinster è il nuovo capostipite. La mattina seguente Marianne viene rinvenuta dal dottor Van Helsing che, dopo averla accompagnata al collegio femminile di Baldstein, si reca dal sacerdote locale, da cui è stato convocato, per convenire con lui sul culto del vampirismo. Infatti quel giorno il barone ha mietuto la sua seconda vittima, che viene scovata dal dottor Van Helsing, ma riesce a fuggire tramutandosi in un pipistrello. Successivamente il barone Meinster si ripresenta da Marianne, proponendole di sposarlo e lei accetta. Frattanto il dottor Van Helsing scova la baronessa (vampirizzata) e la uccide, liberando la sua anima. Poco dopo il barone Meinster vampirizza Gina, collega di Marianne gelosa dell'affetto del barone nei suoi confronti. Quella stessa notte, Gina si sveglia e tenta di vampirizzare Marianne, ma fallisce grazie all'intervento di Van Helsing, che si reca vecchio mulino, ove si trovano il barone, le due ragazze da lui vampirizzate e Greta. Durante il loro scontro, il dottor Van Helsing viene morso dal barone, ma riesce a liberarsi attraverso una fiasca di acqua santa donatagli tempo prima dal sacerdote. Quando il barone torna al mulino insieme a Marianne, il dottor Van Helsing lo colpisce con l'acqua santa. A quel punto il barone appicca il fuoco per eliminare Van Helsing e scappare, senza però riuscirci. Usciti dal mulino Van Helsing riesce a uccidre il barone formando una croce con l'ombra delle pale del mulino riuscendo a salvarsi insieme a Marianne, mentre i vampiri periscono nel fuoco liberando il mondo da quest'orribile morbo.

## Curiosità
- Il film è andato in produzione il 16 gennaio 1960 ai Bray Studios. È stato proiettato il 6 luglio 1960 in anteprima nel Regno Unito.
- Le spose di Dracula è il primo ed unico midquel della serie della Hammer dedicata a Dracula. Tuttavia il signore dei vampiri non è davvero presente nel film perché esso è basato esclusivamente sul capitolo del romanzo in cui vengono introdotte le 3 spose (dove per altro Dracula è completamente assente) le quali fanno da antagoniste principali della pellicola. Tuttavia il nome di Dracula viene pronunciato numerose volte e sono presenti anche svariati suoi ritratti.
  - Inoltre nonostante sia un midquel non è considerato canonico perché vengono mostrate nominate diverse abilità che nel primo film vengono smentite dal conte stesso.
- Il finale originale è stato cambiato perché Peter Cushing si oppose dicendo che Van Helsing non doveva usare la stregoneria per scontrarsi con Dracula. Tuttavia questo finale è stato usato per il film Il mistero del castello.
- In Matrix Reloaded è presente una scena in cui si vede una TV che trasmette Le spose di Dracula.

## Home Video
Il film è stato pubblicato in DVD, in Italia, dalla PULP nel 2012.